# ボクストン・スクール

ボクストン・スクール（英称：Buxton School）はアメリカ合衆国、マサチューセッツ州、ウィリアムズタウンに位置する男女共学の全寮制高校である。